# Poiana (okręg Gorj)
Poiana – wieś w Rumunii, w okręgu Gorj, w gminie Turburea. W 2011 roku liczyła 1368 mieszkańców.